# Красивый трионикс
Красивый трионикс (лат. Nilssonia formosa) — вид водяных мягкотелых черепах из семейства трёхкоготных черепах (Trionychidae).

## Ареал
Красивый трионикс является эндемиком Бирмы (Мьянмы), где встречается в трех основных реках: Иравади, Чиндуин и Ситаун; он встречается на большей части этих рек в небольших количествах. Этот вид может обитать в Юньнани на юге Китая, однако это не подтверждено. Низинный вид, встречается на высоте от уровня моря до около 200 м над уровнем моря. Высоководная черепаха, обитающая в крупных реках с песчаным субстратом.

## Биология
Яйца откладывает на песчаных отмелях рек. В каждой кладке откладывается около 20 яиц. Сколько кладок может отложить самка за год, неизвестно. Возраст наступления половозрелости родственных видов составляет около 10 лет, поэтому предполагается, что продолжительность поколения этого вида составляет 30 лет; продолжительность жизни неизвестна.

## Основные угрозы
Красивый трионикс в некоторых количествах продавался в торговле продуктами питания в Восточной Азии, но сейчас встречается нечасто. Яйца собирают местные жители Мьянмы. Кроме того, для вида представляют угрозу также: увеличение заиливания рек и интенсивное судоходство по рекам; незаконная рыбная ловля (с использованием динамита, электрошока, яда); продолжающееся заселение людьми прибрежных мест обитания; и последствия добычи золота. В дикой природе он встречается редко и имеет жизненный цикл, особенно чувствительный к эксплуатации взрослых особей, поскольку он медленно размножается. Этих черепах ловят для реализации во внутренней и международной (в пределах Восточной Азии) торговле продуктами питания.

## Охрана
Редкий вид, который раньше был довольно многочисленным. Предполагается, что минимальное сокращение на 80 % произошло за последние три поколения (что соответствует 90 годам) и продолжится в будущем из-за эксплуатации вида и деградации среды обитания. Красивый трионикс внесен в Приложение II СИТЕС. Этот вид внесен в список охраняемых в соответствии с Законом Мьянмы об охране дикой природы, диких растений и сохранении природных территорий от 1994 года. Небольшая популяция обитает в заповеднике дикой природы Хтаманти на северо-западе Бирмы. Этот вид разводят в Яданабонском зоопарке, там уже вылупилось несколько детенышей.